# Burren Junction
Burren Junction är en ort i Australien. Den ligger i kommunen Walgett och delstaten New South Wales, i den sydöstra delen av landet, omkring 470 kilometer nordväst om delstatshuvudstaden Sydney. Antalet invånare är 130.
Trakten runt Burren Junction är nära nog obefolkad, med mindre än två invånare per kvadratkilometer..
Omgivningarna runt Burren Junction är i huvudsak ett öppet busklandskap.  Genomsnittlig årsnederbörd är 615 millimeter. Den regnigaste månaden är januari, med i genomsnitt 112 mm nederbörd, och den torraste är oktober, med 7 mm nederbörd.